# Jungwi

La insignia de rango Jungwi

Jungwi o chungwi (Hangul: 중위)es el segundo rango de oficial coreano más subalternoen los ejércitos de Corea del Norte y del Sur . Se considera el equivalente a un primer teniente en la mayoría de los demás ejércitos.